# Javier Gandolfi
Javier Marcelo Gandolfi (San Lorenzo, Santa Fe; 5 de diciembre de 1980) es un exfutbolista y entrenador argentino nacionalizado mexicano. Se desempeñaba como defensa central y su último club fue Talleres de Córdoba, en la Primera División de Argentina. Actualmente dirige a Atlético Nacional de la Primera A de Colombia.

## Trayectoria

### Como futbolista
Debutó en la Primera División de Argentina a los 17 años en la Temporada 1998-1999, con River Plate.
En el primer semestre del 2003 se marchó a Talleres de Córdoba.En la Temporada 2003-2004, Gandolfi pasó a préstamo a Arsenal de Sarandí donde tuvo regularidad. Pero cuando se acabó el préstamo volvió a River, donde fue más tenido en cuenta que en sus primeras temporadas.
Más tarde, en la Temporada 2005-2006 volvió a Arsenal de Sarandí, donde otra vez tiene más continuidad. Con el conjunto de Sarandí se consagró Campeón de la Copa Sudamericana 2007 y luego Campeón de la Copa Suruga Bank 2008, convirtiéndose en un histórico del cuadro de Sarandí.
El 3 de enero del 2009, Gandolfi es traspasado a Jaguares de Chiapas de la Primera División de México.Se unió a Club Tijuana en la Liga de Ascenso de México de cara al Apertura 2010. Con los Xoloitzcuintles ganó el Apertura 2010 y la Final de Ascenso 2010-11.   Obtuvo el título del Apertura 2012, el primero en la historia del club en el Máximo Circuito, después de derrotar por marcador global de 4-1 a Toluca.El 21 de junio del 2016, el director técnico, el "Piojo" Miguel Herrera, declaró que no entraba en planes.
Gandolfi fue el primer refuerzo de Talleres de Córdoba para la Temporada 2016-2017, en el torneo de Primera División. A lo largo de la temporada logra consolidarse junto a Juan Cruz Komar como centrales titulares en Talleres, cumple los objetivos propuestos por el club y al final de la temporada renueva su vínculo contractual con Talleres.El 9 de febrero del 2021, a través de las redes sociales, Talleres confirmó que Gandolfi se retiraría del fútbol después de 22 años de trayectoria.

### Como entrenador
Tras su retiro, Gandolfi comenzó a trabajar como asistente en Talleres de Córdoba. El 6 de septiembre del 2022, fue designado entrenador interino tras la salida de Pedro Caixinha, y confirmado como entrenador principal para la temporada 2023, el 1 de noviembre. Sin embargo, dejó el club el 27 de noviembre al decidir no renovar su contrato.
El 20 de diciembre del 2023, asumió el cargo de entrenador en Independiente del Valle de Ecuador en reemplazo de Martín Anselmi.Luego de dos finales perdidas, el club decidió prescindir de sus servicios en diciembre de 2024.
En enero de 2025, fue anunciado como técnico de Atlético Nacional en reemplazo de Efraín Juárez quien renunció sorpresivamente.

## Clubes y estadísticas

### Como futbolista
| Club                | País      | Año       | Partidos | Goles |
| ------------------- | --------- | --------- | -------- | ----- |
| River Plate         | Argentina | 1998-2002 | 8        | 0     |
| Talleres de Córdoba | Argentina | 2003      | 16       | 2     |
| Arsenal de Sarandí  | Argentina | 2003-2004 | 35       | 1     |
| River Plate         | Argentina | 2004-2005 | 19       | 0     |
| Arsenal de Sarandí  | Argentina | 2006-2009 | 76       | 1     |
| Jaguares de Chiapas | México    | 2009-2010 | 55       | 1     |
| Club Tijuana        | México    | 2010-2016 | 206      | 8     |
| Talleres de Córdoba | Argentina | 2016-2021 | 65       | 1     |
| Total               | Total     | Total     | 480      | 14    |

### Asistente técnico
| Club                | País      | Año  |
| ------------------- | --------- | ---- |
| Talleres de Córdoba | Argentina | 2022 |

### Como entrenador
| Equipo                            | Div.                | Temporada           | Liga  | Liga | Liga | Liga | Liga |       | Copa | Copa | Copa | Copa  |   | Internacional | Internacional | Internacional | Internacional | Internacional |   | Otros | Otros | Otros | Otros |    | Totales | Totales     | Totales | Totales | Totales | Totales | Totales | Totales | Totales |
| Equipo                            | Div.                | Temporada           | Part. | G    | E    | P    | Pos. | Part. | G    | E    | P    | Part. | G | E             | P             | Pos.          | Part.         | G             | E | P     | Part. | G     | E     | P  | Puntos  | Rendimiento | GF      | GC      | Dif.    |         |         |         |         |
| --------------------------------- | ------------------- | ------------------- | ----- | ---- | ---- | ---- | ---- | ----- | ---- | ---- | ---- | ----- | - | ------------- | ------------- | ------------- | ------------- | ------------- | - | ----- | ----- | ----- | ----- | -- | ------- | ----------- | ------- | ------- | ------- | ------- | ------- | ------- | ------- |
| Talleres Argentina                | 1.ª                 | 2022                | 11    | 6    | 2    | 3    | 13.º | 6     | 4    | 1    | 1    | -     | - | -             | -             | -             | -             | -             | - | -     | 17    | 10    | 3     | 4  | 33/51   | 64.7%       | 25      | 13      | +12     |         |         |         |         |
| Talleres Argentina                | 1.ª                 | 2023                | 27    | 14   | 8    | 5    | 2.º  | 18    | 6    | 7    | 5    | -     | - | -             | -             | -             | -             | -             | - | -     | 45    | 20    | 15    | 10 | 75/135  | 55.55%      | 63      | 41      | +22     |         |         |         |         |
| Talleres Argentina                | Total               | Total               | 38    | 20   | 10   | 8    | -    | 24    | 10   | 8    | 6    | -     | - | -             | -             | -             | -             | -             | - | -     | 62    | 30    | 18    | 14 | 108/186 | 58.07%      | 88      | 54      | +34     |         |         |         |         |
| Independiente del Valle · Ecuador | 1.ª                 | 2024                | 32    | 20   | 8    | 4    | 2.º  | 6     | 3    | 1    | 2    | 8     | 2 | 2             | 4             | 1/16          | -             | -             | - | -     | 46    | 25    | 11    | 10 | 86/138  | 62.32%      | 71      | 40      | +31     |         |         |         |         |
| Independiente del Valle · Ecuador | Total               | Total               | 32    | 20   | 8    | 4    | -    | 6     | 3    | 1    | 2    | 8     | 2 | 2             | 4             | -             | -             | -             | - | -     | 46    | 25    | 11    | 10 | 86/138  | 62.32%      | 71      | 40      | +31     |         |         |         |         |
| Atlético Nacional · Colombia      | 1.ª                 | 2025-A              | 26    | 12   | 7    | 7    | FG   | -     | -    | -    | -    | 6     | 3 | 0             | 3             | *             | 2             | 0             | 2 | 0     | 34    | 15    | 9     | 10 | 55/102  | 52.94%      | 50      | 33      | +17     |         |         |         |         |
| Atlético Nacional · Colombia      | 1.ª                 | 2025-F              | 7     | 3    | 3    | 1    | -    | 2     | 2    | 0    | 0    | 2     | 0 | 2             | 0             | 1/8           | -             | -             | - | -     | 11    | 5     | 5     | 1  | 20/33   | 60.6%       | 18      | 8       | +10     |         |         |         |         |
| Atlético Nacional · Colombia      | Total               | Total               | 33    | 15   | 10   | 8    | -    | 2     | 2    | 0    | 0    | 8     | 3 | 2             | 3             | -             | 2             | 0             | 2 | 0     | 45    | 20    | 14    | 11 | 75/135  | 54.81%      | 68      | 41      | +27     |         |         |         |         |
| Total en su carrera               | Total en su carrera | Total en su carrera | 103   | 55   | 28   | 20   | -    | 32    | 15   | 9    | 8    | 16    | 5 | 4             | 7             | -             | 2             | 0             | 2 | 0     | 153   | 75    | 43    | 35 | 268/459 | 58.39%      | 227     | 135     | +92     |         |         |         |         |
| 1. 2. 3. 4.                       |                     |                     |       |      |      |      |      |       |      |      |      |       |   |               |               |               |               |               |   |       |       |       |       |    |         |             |         |         |         |         |         |         |         |

#### Resumen por competencias
| Torneo                        | PD  | G  | E  | P  | GF  | GC  | Dif. | Rendimiento | Mejor Resultado        |
| ----------------------------- | --- | -- | -- | -- | --- | --- | ---- | ----------- | ---------------------- |
| Primera División de Argentina | 38  | 20 | 10 | 8  | 58  | 33  | +25  | 61.4%       | Subcampeón             |
| Copa Argentina                | 9   | 5  | 3  | 1  | 13  | 5   | +8   | 66.67%      | Subcampeón             |
| Copa de la Liga Profesional   | 15  | 5  | 5  | 5  | 17  | 16  | +1   | 44.44%      | Fase de grupos         |
| Serie A de Ecuador            | 32  | 20 | 8  | 4  | 57  | 25  | +32  | 70.83%      | Subcampeón             |
| Copa Ecuador                  | 6   | 3  | 1  | 2  | 6   | 5   | +1   | 55.56%      | Subcampeón             |
| Categoría Primera A           | 33  | 15 | 10 | 8  | 55  | 33  | +22  | 55.55%      | Fase de grupos         |
| Copa Colombia                 | 2   | 2  | 0  | 0  | 4   | 0   | +4   | 100%        | En disputa             |
| Superliga de Colombia         | 2   | 0  | 2  | 0  | 1   | 1   | +0   | 33.33%      | Campeón                |
| Copa Libertadores             | 14  | 5  | 3  | 6  | 16  | 16  | +0   | 42.85%      | Octavos de final       |
| Copa Sudamericana             | 2   | 0  | 1  | 1  | 0   | 1   | -1   | 16.67%      | Dieciseisavos de final |
| Total                         | 153 | 75 | 43 | 35 | 227 | 135 | +92  | 58.39%      | 1 Título               |

## Palmarés

### Como futbolista

#### Campeonatos nacionales
| Categoría        | Título                | Club         | País   |
| ---------------- | --------------------- | ------------ | ------ |
| Liga de Ascenso  | Apertura 2010         | Club Tijuana | México |
| Liga de Ascenso  | Final de Ascenso 2011 | Club Tijuana | México |
| Primera División | Apertura 2012         | Club Tijuana | México |

#### Campeonatos internacionales
| Título            | Club               | Sede       | Año  |
| ----------------- | ------------------ | ---------- | ---- |
| Copa Sudamericana | Arsenal de Sarandí | Avellaneda | 2007 |
| Copa Suruga Bank  | Arsenal de Sarandí | Osaka      | 2008 |

### Como entrenador

#### Campeonatos nacionales
| Título                | Club              | País     | Año  |
| --------------------- | ----------------- | -------- | ---- |
| Superliga de Colombia | Atlético Nacional | Colombia | 2025 |